# Pribislavec
Gmina Pribislavec (chorw. Općina Pribislavec) – miejscowość i gmina w Chorwacji, w żupanii medzimurskiej. W 2011 roku liczyła 3136 mieszkańców.